# Niels I. Meyer
Niels Ivan Meyer (født 3. august 1930, på Sankt Lukas Stiftelsen, død 16. august 2023) var en dansk ingeniør, forsker, samfundsdebattør, prorektor ved Danmarks Tekniske Universitet og politiker (Junibevægelsen, Solidarisk Alternativ og Minoritetspartiet).

## Baggrund og private forhold
Meyer var søn af civilingeniør og direktør Knud Meyer og arkitekt Sonja Meyer, der boede på Finsensvej 9, Frederikberg[kilde mangler]. Forældrene blev skilt i 1947.
Niels I. Meyer blev gift 6. februar 1954 med Benedicte Fenger (født 22. marts 1931 i Hjørring, død 8. april 2023[kilde mangler]), datter af overkirurg, dr. med. Mogens Fenger og hustru Anne Mathea f. Schmiegelow.

## Karriere

### Videnskabelig karriere
Meyer blev cand.polyt. i 1954 og dr.techn. i 1960 og var 1961-2000 professor i halvlederfysik på Danmarks Tekniske Højskole, nu Danmarks Tekniske Universitet. I 1964 blev han medlem af Akademiet for de Tekniske Videnskaber, hvor han var præsident 1971-77.Samarbejde med bl.a. Jørgen Stig Nørgård. Ved sin død var han professor emeritus ved Institut for Byggeri og Anlæg på Danmarks Tekniske Universitet.

### Samfundsdebattør
Han var en central stemme i debatten om alternativ energi efter energikrisen i 1973 og Midteroprøret i 1980’erne. Han var talsperson for Danmark 92 i 1991-1992.

### Politisk karriere
Han var medlem af ledelsen i Junibevægelsen 1992-2005, hvor han de første år som talsperson. Han var ledende medlem af Solidarisk Alternativ i 1990’erne. Dette parti blev aldrig opstillingsberettiget til Folketinget.
Meyer blev senere medlem af hovedbestyrelsen for Minoritetspartiet.

## Udgivelser
Blandt Niels I. Meyers mange udgivelser kan nævnes:
- Med K. Helveg Petersen og Villy Sørensen: Oprør fra midten, 1978.
- Røret om oprøret, 1982.
- Udviklingens ulidelige skævhed, 2001. Gyldendal.
- Fra højre mod venstre: Samtidshistoriske erindringer, 2004 (erindringsbog). Tiderne Skifter.
- Samtaler på en anden måde, 2008. Tiderne Skifter.
- Nok er nok, 2012. Tiderne Skifter.